# 1058
1058 (MLVIII) fue un año común comenzado en jueves del calendario juliano.

## Acontecimientos
- En Roma (Italia), Nicolás II sucede a Esteban IX como papa.
- 2 de diciembre: en Mosul (Irak) se registra un terremoto con una intensidad de 9 grados en la escala sismológica de Richter, que deja un saldo desconocido de muertos y heridos.

## Nacimientos
- Bohemundo de Tarento, príncipe normando.

## Fallecimientos
- 28 de noviembre: Casimiro I el Restaurador, rey polaco.
- Ibn Gabirol, filósofo y poeta judío.